# شهرستان میاندوآب
شهرستان میاندوآب یکی از شهرستان‌های استان آذربایجان غربی ایران است. مرکز این شهرستان، شهر میاندوآب است.
این شهرستان در تاریخ ۱۲ مهر ۱۳۳۷ از شهرستان مراغه جدا شد و مستقل گردید.

## موقعیت جغرافیایی
شهرستان میاندوآب از شمال با شهرستان ملکان استان آذربایجان شرقی، از شمال غربی با شهرستان چهاربرج، از شرق با شهرستان باروق و شهرستان شاهین دژ، از غرب با شهرستان مهاباد و شهرستان نقده، از جنوب شرقی با شهرستان بوکان و از جنوب غربی با شهرستان مهاباد همسایه است.

## تقسیمات کشوری
شهرستان میاندوآب دارای ۴ بخش، ۹ دهستان و ۲ شهر به شرح زیر است:

### شهرستان میاندوآب
| بخش     | مرکز بخش      | جمعیت بخش ۱۳۹۵ | نام دهستان      | مرکز دهستان      | جمعیت دهستان ۱۳۹۵ | شهر            | جمعیت شهر ۱۳۹۵ |
| ------- | ------------- | -------------- | --------------- | ---------------- | ----------------- | -------------- | -------------- |
| مرکزی   | میاندوآب      | ۱۷۸٬۳۲۵ نفر    | زرینه‌رود شمالی  | شیبلوی سفلی      | ۱۸٬۱۱۱ نفر        | میاندوآب       | ۱۳۴٬۴۲۵ نفر    |
| مرکزی   | میاندوآب      | ۱۷۸٬۳۲۵ نفر    | مکریان شمالی    | حاجی‌حسن          | ۱۴٬۴۵۲ نفر        | میاندوآب       | ۱۳۴٬۴۲۵ نفر    |
| مرکزی   | میاندوآب      | ۱۷۸٬۳۲۵ نفر    | زرینه‌رود جنوبی  | سرچنار           | ۱۱٬۳۳۷ نفر        | میاندوآب       | ۱۳۴٬۴۲۵ نفر    |
| بکتاش   | بکتاش         | ۲۲٬۱۴۱ نفر     | مظفرآباد        | مظفرآباد         | ۱۰٬۰۵۸ نفر        | بکتاش          | ۳٬۵۲۳ نفر      |
| بکتاش   | بکتاش         | ۲۲٬۱۴۱ نفر     | زرینه‌رود        | ساتلمیش محمدآباد | ۸٬۵۶۰ نفر         | بکتاش          | ۳٬۵۲۳ نفر      |
| گوگ تپه | گوگ تپه خالصه | ۱۲٬۴۶۹ نفر     | مرحمت‌آباد       | زنجیرآباد        | ۶٬۲۳۵ نفر         | ************** | ************** |
| گوگ تپه | گوگ تپه خالصه | ۱۲٬۴۶۹ نفر     | یقین علی تپه    | یقین علی تپه     | ۶٬۲۳۴ نفر         | ************** | ************** |
| للکلو   | للکلو         | ۱۲٬۴۱۰ نفر     | مرحمت‌آباد جنوبی | گرده‌رش           | ۸٬۱۵۰ نفر         | ************** | ************** |
| للکلو   | للکلو         | ۱۲٬۴۱۰ نفر     | چلیک            | چلیک             | ۴٬۲۶۰ نفر         | ************** | ************** |

## جمعیت
بر پایه سرشماری عمومی نفوس و مسکن در سال ۱۳۹۵، جمعیت شهرستان میاندوآب برابر با ۲۲۵٬۳۴۵ نفر بوده است.

## توابع کُردنشین
شهرستان میاندوآب، از الحاق بخش‌هایی از ملکان، مهاباد و بوکان تأسیس شده است. در دهه ۱۳۷۰ شمسی، بدون خواست مردم، دهستان مُکریان شمالی که از توابع شهرستان مهاباد بود و ساکنان آن کُرد هستند، به میاندوآب الحاق شد. در اردیبهشت سال ۱۴۰۱ جلال محمودزاده (نمایندهٔ سابق مهاباد) از پیگیری بازگردانی دهستان مُکریان شمالی (دشت شامات) به مهاباد خبر داد. روستاهای مرز بین میاندوآب، بوکان و مهاباد، اکثراً کُردنشین هستند اما در حوزه شهرستان میاندوآب قرار گرفته‌اند. روستاهای کُردنشین دهستان مکریان شمالی (که بیش ا ز ۳۰ روستا را دربر می‌گیرد) نسبت به دهستان‌های دیگر که ساکنان آن ترک آذری هستند، دچار محرومیت عمرانی و تبعیض شده‌اند.